# Čirá
Čirá (dříve Litrbachy, německy Lauterbach) je malá vesnice, část města Kraslice v okrese Sokolov v Karlovarském kraji. Nachází se asi 5,5 kilometru jihozápadně od Kraslic. Prochází zde silnice II/218. Je zde evidováno 11 adres. V roce 2011 zde trvale žilo 27 obyvatel.
Vesnicí protéká drobný Čirý potok (německy Lauterbach), po němž po roce 1945 získala Čirá český název.
Čirá je také název katastrálního území o rozloze 4,06 km².

## Historie
První písemná zmínka o vesnici pochází z roku 1185. V tomto roce se Čirá uvádí v souvislosti s potvrzením práv českým knížetem Bedřichem cisterciáckému klášteru ve Waldsassenu. Do roku 1850 patřila osada lubskému panství. Roku 1781 byla ve svahu u okraje obce postavena barokní kaple Panny Marie, ze které zde zůstalo pouze torzo.

## Obyvatelstvo
Většina obyvatel se živila převážně zemědělstvím a dobytkářstvím. Po odsunu německého obyvatelstva po druhé světové válce se obec zcela vylidnila. Většina původní zástavby byla demolována. V roce 1991 se zde uvádí 12 domů, z toho jen šest trvale obydlených, zbývající jsou rekreační chalupy.
Při sčítání lidu v roce 1921 zde žilo 129 obyvatel, všichni německé národnosti, kteří se hlásili k  římskokatolické církvi.
| Rok                                                            | 1869 | 1880 | 1890 | 1900 | 1910 | 1921 | 1930 | 1950 | 1961 | 1970 | 1980 | 1991 | 2001 | 2011 | 2021 |
| -------------------------------------------------------------- | ---- | ---- | ---- | ---- | ---- | ---- | ---- | ---- | ---- | ---- | ---- | ---- | ---- | ---- | ---- |
| Počet obyvatel                                                 | 174  | 146  | 148  | 141  | 127  | 129  | 130  | 13   | 30   | 27   | 10   | 19   | 27   | 27   | 29   |
| Počet domů                                                     | 22   | 23   | 21   | 21   | 21   | 21   | 23   | 24   | -    | 7    | 4    | 12   | 9    | 11   | 11   |
| Počet domů z roku 1961 je zahrnut v přehledu vesnice Kostelní. |      |      |      |      |      |      |      |      |      |      |      |      |      |      |      |

## Obecní správa
Při sčítání lidu v letech 1850–1918 Čirá byla osadou obce Kostelní v okrese Kraslice. V letech 1919–1949 byla samostatnou obcí v okrese Kraslice. V letech 1950–1976 byla opět osadou obce Kostelní, se kterým patřil nejprve do okresu Kraslice, ale od roku 1961 v okrese Sokolov. Od 1. dubna 1976 je částí města Kraslice v okrese Sokolov.